# 戴夫·德布斯切尔
戴维·阿尔伯特·德布斯切尔（英語：David Albert DeBusschere，1940年10月16日—2003年5月14日），美国NBA职业篮球运动员和教练，奈史密斯籃球名人堂成员。他在1962年NBA选秀中以底特律大学球员的身份被底特律活塞队选中，在随后的NBA生涯中帮助纽约尼克斯夺得过两届总冠军，他也是联盟历史上最年轻的主教练。

## 生平
德布斯切尔出生在密歇根州的底特律，完成了12年的职业篮球生涯(1962–1974)并入选篮球名人堂，他职业生涯取得场均16.1分和11个篮板，八次入选NBA全明星阵容；在场上，他以顽强的防守著称，曾六次入选最佳防守第一阵容，在他24岁那年，底特律活塞给了他一个球员兼教练的职位，从而成为联盟史上最年轻的教练员。德布斯切尔还出版了一本名为The Open Man的书，书中阐述了纽约尼克斯1969-1970夺冠赛季的路程。
他的22号球衣直到很多年以后才在尼克斯退役，耽搁球衣退役是因为德布斯切尔接受了ABA联盟的执行官这项直接对抗纽约尼克斯乃至整个NBA联盟的工作。
德布斯切尔在也1962-63期间也曾是美国职棒大联盟芝加哥白袜队的投手。他是仅有的12位分别在美国职棒以及NBA篮球联盟效力过的运动员之一(其他球员包括有马克·亨德里克森、丹尼·安吉、杰纳·康利、罗恩·里德、迪克·格鲁特、史蒂夫·汉密尔顿、科顿·纳什、弗兰克·包霍兹、迪克·瑞克茨和查克·康纳斯)。
在逝世前一年，他还出现在了Lee Muffler电视广告片中。2003年，62岁的德布斯切尔因心肌梗塞病逝于纽约。

## 轶事
在街头篮球之Phenom。德布斯切尔出现在电子游戏中。